# Музей под открытым небом Эдо-Токио
Музей под открытым небом Эдо-Токио (яп. 江戸東京たてもの園 Эдо токё: татэмоноэн, букв. «Сад зданий Эдо-Токио») — музей исторических японских зданий, расположенный в парке Коганэи, Токио, Япония.

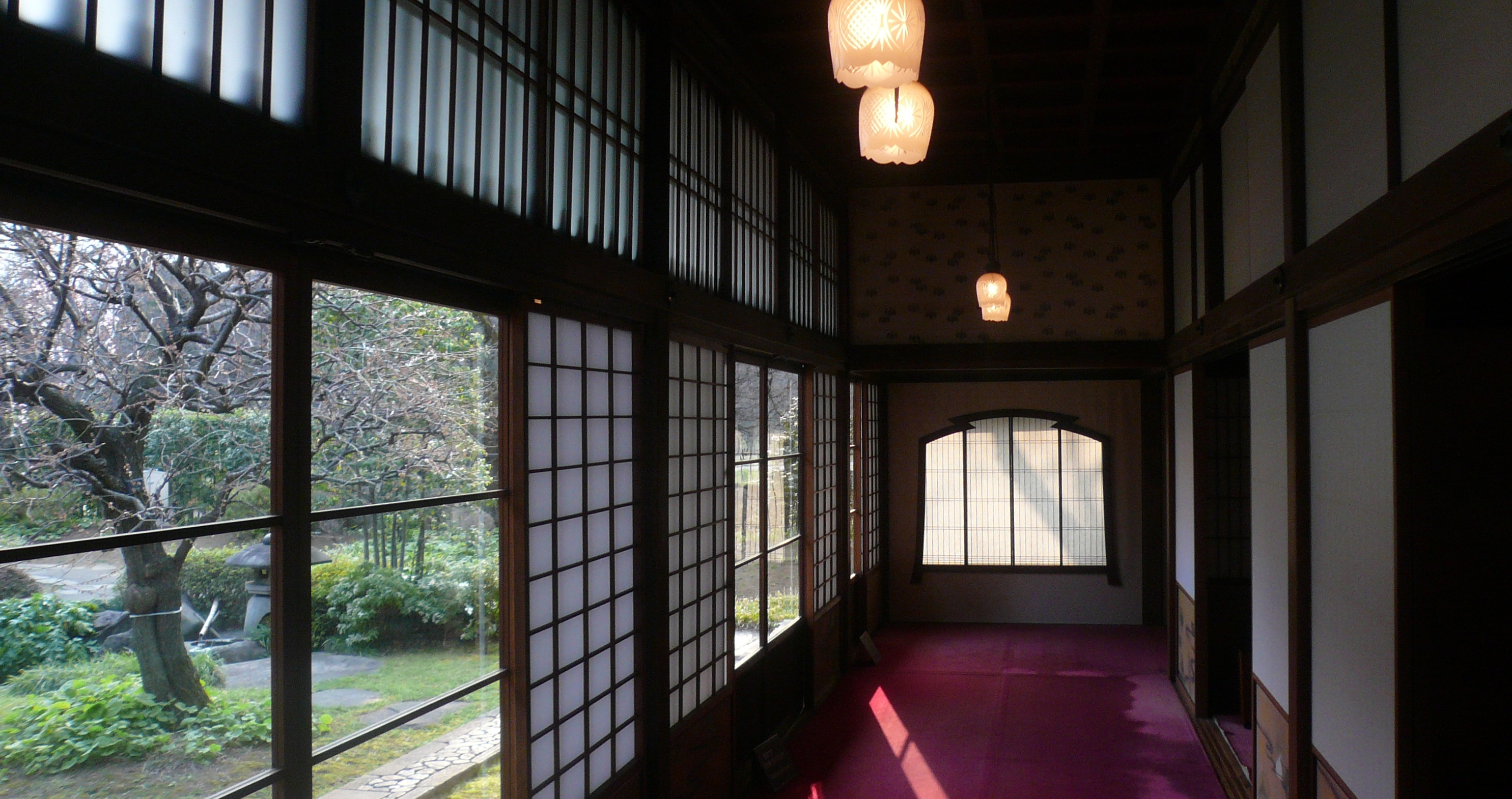
Внутренняя часть дома Такахаси Корэкиё, одного из многих зданий музея

В парке размещены здания и сооружения от тех, которые принадлежали японцами среднего класса, к зданиям богачей и властной элиты, например здание бывшего премьер-министра Японии Такахаси Корэкиё.
В музее посетители могут зайти и рассмотреть здания различного назначения, стиля, периода, от зданий высшего класса до довоенных магазинов, общественных купален и зданий западного стиля периода Мэйдзи, которые обычно были бы недоступны для посещения туристам или иным простым посетителям, или те, которые не характерны для Токио.
Известный мультипликатор Хаяо Миядзаки для вдохновения часто посещал парк при создании своего анимационного фильма «Унесённые призраками».

## Ссылка
- tatemonoen.jp — официальный сайт Музей под открытым небом Эдо-Токио
- Информация на Japan guide
- Видео из парка